# ジョヴァンニ・バッティスタ・コンファロニエリ
ジョヴァンニ・バッティスタ・コンファロニエリ（Giovanni Battista Confalonieri, 1488年 - 1537年）は、イタリアの医師。ラテン語名のヨハンネス・バプティスタ・コンファロネリウス(Johannes Baptista Confalonerius)も用いられる。
伝記的事実はほとんど不明であるが、後述の著書の肩書きから、ヴェローナ出身のパドヴァ大学教授で、大学では医学と哲学を講じたとされている。
彼は、1535年にヴェネツィアとバーゼルで著書『ワインの性質、およびその滋養と薬効について De Vini natura, ejusque alendi ac medendi facultate modis omnibus absolutissima disquisitio』を刊行した。
この著書は、フランス国立図書館や大英図書館などに数部現存するが、1984年にイタリアの書店が2030ドルで売り出したものには、同時代の医師・占星術師ノストラダムスの自筆の蔵書印があった。実際、内容からも、ノストラダムスの『化粧品とジャム論』（特に菓子のレシピなどを扱った後半）の主要参考文献になったと推測されている。
また、同時代にフランス語訳された「ジョヴァンニ・バッティスタ・カヴァジョーリ (Giovanni Battista Cavagioli) 」の『あらゆるジャムの製法 Manière de faire toutes confitures』も、（著者名が少々異なってはいるが）コンファロニエリの著書の翻訳と推測されている。このフランス語版は、1550年頃にパリで出た後、リヨンの出版業者ブノワ・リゴーによって、『あらゆる種類のジャム、香辛料、蒸留物、果物砂糖煮、コチニャック、香料入りワイン、染料、煎じ薬、芳香水、様々な香料、石鹸、澱粉、白粉、芥子のための実践。人体に裨益大なる良質のビネガーの作り方およびペストに対する極上の処方も併記 La pratique pour faire toutes sortes de confitures, condimens, distillations, compotes, cottignac, hypocrats, pigmens, tyzenne, eaux de bonne moustarde.- Ensemble, pour faire bon vinaigre, avec la vertu d’icelui approuvee (contre l’opinion de plusieurs), grandement profitable au corps humain.- Et un souverain remede contre la peste. 』というタイトルで、1558年と1590年に再版されている。
なお、16世紀後半にもジョヴァンニ・バッティスタ・コンファロニエリという名のイタリア人は存在したが、別人である。